# فرودگاه سنت لویس (بندر فاکس)
فرودگاه سنت لویس (بندر فاکس) (به انگلیسی: St. Lewis (Fox Harbour) Airport) یک فرودگاه همگانی با کد یاتا YFX است که یک باند فرود شن دارد و طول باند آن ۶۷۱ متر است. این فرودگاه در کشور کانادا قرار دارد و در ارتفاع ۲۳ متری از سطح دریا واقع شده است.